# خافيير روس
خافيير روس  (بالإسبانية: Javi Ros)؛ مواليد 16 فبراير 1990 في بنبلونة، إسبانيا، هو لاعب كرة قدم إسباني يلعب لنادي ريال سوسيداد كلاعب وسط.

## روابط خارجية
- خافيير روس على موقع قاعدة بيانات كرة القدم.إي يو (الإنجليزية)
- خافيير روس على موقع Soccerway.com (الإنجليزية)
- خافيير روس على موقع كووورة
- خافيير روس على موقع AS.com (الإسبانية)